# 曾广铨
曾广铨（1871年—1940年）字敬贻，湖南湘乡人。清朝外交官、报人。

## 生平
曾广铨是曾国藩次子曾纪鸿之子，后过继给曾国藩长子曾纪泽为嗣。早年，曾广铨随曾纪泽（出使英国钦差大臣）在英国多年，曾任驻英国使署参赞。光緒三十年到光緒三十一年（1904年—1905年），曾广铨任出使韓國大臣，任内提出“兴学”、“保商”。光緒三十二年到光緒三十三年（1906年—1907年），曾廣铨任出使德國大臣。曾广铨精通外语，并且是十分活跃的报人。辛亥革命时，曾广铨去职回乡。
1940年，曾广铨逝世。

## 家庭
- 子：曾约农，英国伦敦大学工程科学士，擅长工程制图，曾任國立臺灣大學教授、臺中市東海大學創校校長等。[1]

## 翻譯
《三千年豔屍記》是林紓、曾宗鞏1910年合譯，但早在1898年5月《时务报》第60—69册上刊载曾廣銓譯為《長生術》，作者被譯為“解佳”，也就是亨利·萊特·哈葛德小说《她》（SHE）。